# Anton Karnbaum
Anton Karnbaum (* 27. September 1886; † 1967) war ein deutscher Lehrer und Ministerialbeamter.

## Werdegang
Nach Studium und Promotion 1923 an der Universität Erlangen trat Karnbaum in den bayerischen Schuldienst ein. 1929 wurde er in das Bayerische Staatsministerium für Unterricht und Kultus berufen. Während der Zeit des Nationalsozialismus wurde er wegen Nichtzugehörigkeit zur NSDAP entlassen. 
1945 kehrte er in das Staatsministerium zurück und übernahm im Rang eines Ministerialrats die Leitung der Höheren Schulabteilung. Maßgeblich war er am Wiederaufbau des bayerischen höheren Schulwesens nach Kriegsende beteiligt. Er war Mitglied im Schulausschuss der Ständigen Konferenz der Kultusminister der Länder und längere Zeit dessen Vorsitzender. Zudem war er Vorsitzender des Staatlichen Prüfungsamtes für Lehrer. Im Rang eines Ministerialrates trat er in den Ruhestand.
Er war Mitglied der katholischen Studentenverbindungen KStV Rhenania Erlangen und KStV Ottonia München.

## Veröffentlichungen
Karnbaum war Autor der Jahrgänge 1938 und 1939 des Bayerischen Philologenjahrbuches (Jahrbuch der Lehrer der höheren Schulen Bayerns). 
In der Zeitschrift für bayerische Landesgeschichte, Band 15/2, schrieb er 1949 den Beitrag Die Lage der höheren Schulen in Bayern nach dem Krieg (Seiten 244–249). 

## Ehrungen
- 1957: Großes Verdienstkreuz der Bundesrepublik Deutschland
- 1963: Bayerischer Verdienstorden

| Personendaten    | Personendaten                           |
| ---------------- | --------------------------------------- |
| NAME             | Karnbaum, Anton                         |
| KURZBESCHREIBUNG | deutscher Lehrer und Ministerialbeamter |
| GEBURTSDATUM     | 27. September 1886                      |
| STERBEDATUM      | 1967                                    |